# Deelnemers UEFA-toernooien Griekenland
Onderstaande tabellen bevatten de deelnemers aan de UEFA-toernooien uit  Griekenland.
Olympiakos is het enige Griekse team dat een Europese voetbaltitel heeft gewonnen, de UEFA Europa Conference League 2023/24.

## Mannen
NB Klikken op de clubnaam geeft een link naar het Wikipedia-artikel over het betreffende toernooi in het betreffende seizoen.
| Seizoen | Europacup I                                             | Europacup II                                                                            | Jaarbeursstedenbeker                              |                                    |
| ------- | ------------------------------------------------------- | --------------------------------------------------------------------------------------- | ------------------------------------------------- | ---------------------------------- |
| 1959/60 | Olympiakos Piraeus                                      |                                                                                         |                                                   |                                    |
| 1960/61 | Panathinaikos                                           |                                                                                         |                                                   |                                    |
| 1961/62 | Panathinaikos                                           | Olympiakos Piraeus                                                                      | Iraklis Saloniki                                  |                                    |
| 1962/63 | Panathinaikos                                           | Olympiakos Piraeus                                                                      |                                                   |                                    |
| 1963/64 | AEK Athene                                              | Olympiakos Piraeus                                                                      | Iraklis Saloniki                                  |                                    |
| 1964/65 | Panathinaikos                                           | AEK Athene                                                                              | Aris Saloniki                                     |                                    |
| 1965/66 | Panathinaikos                                           | Olympiakos Piraeus                                                                      | Aris Saloniki PAOK Saloniki                       |                                    |
| 1966/67 | Olympiakos Piraeus                                      | AEK Athene                                                                              | Aris Saloniki                                     |                                    |
| 1967/68 | Olympiakos Piraeus                                      | Panathinaikos                                                                           | PAOK Saloniki                                     |                                    |
| 1968/69 | AEK Athene                                              | Olympiakos Piraeus                                                                      | Aris Saloniki Panathinaikos                       |                                    |
| 1969/70 | Panathinaikos                                           | Olympiakos Piraeus                                                                      | Aris Saloniki Panionios                           |                                    |
| 1970/71 | Panathinaikos                                           | Aris Saloniki                                                                           | AEK Athene PAOK Saloniki                          |                                    |
| Seizoen | Europacup I                                             | Europacup II                                                                            | UEFA Cup                                          |                                    |
| 1971/72 | AEK Athene                                              | Olympiakos Piraeus                                                                      | Panionios                                         |                                    |
| 1972/73 | Panathinaikos                                           | PAOK Saloniki                                                                           | AEK Athene Olympiakos Piraeus                     |                                    |
| 1973/74 | Olympiakos Piraeus                                      | PAOK Saloniki                                                                           | Panachaiki Patras Panathinaikos                   |                                    |
| 1974-75 | Olympiakos Piraeus                                      | PAOK Saloniki                                                                           | Aris Saloniki Panathinaikos                       |                                    |
| 1975/76 | Olympiakos Piraeus                                      | Panathinaikos                                                                           | AEK Athene PAOK Saloniki                          |                                    |
| 1976/77 | PAOK Saloniki                                           | Iraklis Saloniki                                                                        | AEK Athene Olympiakos Piraeus                     |                                    |
| 1977/78 | Panathinaikos                                           | PAOK Saloniki                                                                           | AEK Athene Olympiakos Piraeus                     |                                    |
| 1978/79 | AEK Athene                                              | PAOK Saloniki                                                                           | Olympiakos Piraeus Panathinaikos                  |                                    |
| 1979/80 | AEK Athene                                              | Panionios                                                                               | Aris Saloniki Olympiakos Piraeus                  |                                    |
| 1980/81 | Olympiakos Piraeus                                      | AGS Kastoria                                                                            | Aris Saloniki Panathinaikos                       |                                    |
| 1981/82 | Olympiakos Piraeus                                      | PAOK Saloniki                                                                           | Aris Saloniki Panathinaikos                       |                                    |
| 1982/83 | Olympiakos Piraeus                                      | Panathinaikos                                                                           | AEK Athene PAOK Saloniki                          |                                    |
| 1983/84 | Olympiakos Piraeus                                      | AEK Athene                                                                              | AE Larissa PAOK Saloniki                          |                                    |
| 1984/85 | Panathinaikos                                           | AE Larissa                                                                              | Olympiakos Piraeus                                |                                    |
| 1985/86 | PAOK Saloniki                                           | AE Larissa                                                                              | AEK Athene Panathinaikos                          |                                    |
| 1986/87 | Panathinaikos                                           | Olympiakos Piraeus                                                                      | AEK Athene OFI Kreta                              |                                    |
| 1987/88 | Olympiakos Piraeus                                      | OFI Kreta                                                                               | Panathinaikos Panionios                           |                                    |
| 1988/89 | AE Larissa                                              | Panathinaikos                                                                           | AEK Athene PAOK Saloniki                          |                                    |
| 1989/90 | AEK Athene                                              | Panathinaikos                                                                           | Iraklis Saloniki Olympiakos Piraeus               |                                    |
| 1990/91 | Panathinaikos                                           | Olympiakos Piraeus                                                                      | Iraklis Saloniki PAOK Saloniki                    |                                    |
| 1991/92 | Panathinaikos                                           | Athinaikos                                                                              | AEK Athene PAOK Saloniki                          |                                    |
| Seizoen | Champions League                                        | Europacup II                                                                            | UEFA Cup                                          | Intertoto Cup                      |
| 1992/93 | AEK Athene                                              | Olympiakos Piraeus                                                                      | Panathinaikos PAOK Saloniki                       |                                    |
| 1993/94 | AEK Athene                                              | Panathinaikos                                                                           | OFI Kreta Olympiakos Piraeus                      |                                    |
| 1994/95 | AEK Athene                                              | Panathinaikos                                                                           | Aris Saloniki Olympiakos Piraeus                  |                                    |
| 1995/96 | Panathinaikos                                           | AEK Athene                                                                              | Apollon Smyrnis Olympiakos Piraeus                | Iraklis Saloniki OFI Kreta         |
| 1996/97 | Panathinaikos ->                                        | AEK Athene                                                                              | Panathinaikos Iraklis Saloniki Olympiakos Piraeus |                                    |
| 1997/98 | Olympiakos Piraeus                                      | AEK Athene                                                                              | OFI Kreta PAOK Saloniki                           | Iraklis Saloniki Panachaiki Patras |
| 1998/99 | Olympiakos Piraeus Panathinaikos                        | Panionios                                                                               | AEK Athene PAOK Saloniki                          | Iraklis Saloniki                   |
| Seizoen | Champions League                                        | UEFA Cup                                                                                | Intertoto Cup                                     |                                    |
| 1999/00 | AEK Athene -> Olympiakos Piraeus ->                     | AEK Athene Olympiakos Piraeus Aris Saloniki Ionikos Piraeus Panathinaikos PAOK Saloniki |                                                   |                                    |
| 2000/01 | Olympiakos Piraeus -> Panathinaikos                     | Olympiakos Piraeus AEK Athene Iraklis Saloniki OFI Kreta PAOK Saloniki                  | Kalamata FC                                       |                                    |
| 2001/02 | Olympiakos Piraeus Panathinaikos                        | AEK Athene PAOK Saloniki                                                                |                                                   |                                    |
| 2002/03 | AEK Athene -> Olympiakos Piraeus                        | AEK Athene Iraklis Saloniki Panathinaikos PAOK Saloniki Xanthi FC                       | Egaleo FC                                         |                                    |
| 2003/04 | AEK Athene Olympiakos Piraeus Panathinaikos ->          | Panathinaikos Aris Saloniki Panionios PAOK Saloniki                                     | Akratitos Ano Liosia Egaleo FC                    |                                    |
| 2004/05 | Olympiakos Piraeus -> Panathinaikos -> PAOK Saloniki -> | Olympiakos Piraeus Panathinaikos PAOK Saloniki AEK Athene Egaleo FC Panionios           |                                                   |                                    |
| 2005/06 | Olympiakos Piraeus Panathinaikos                        | AEK Athene Aris Saloniki PAOK Saloniki Xanthi FC                                        | Egaleo FC                                         |                                    |
| 2006/07 | AEK Athene -> Olympiakos Piraeus                        | AEK Athene Atromitos Iraklis Saloniki Panathinaikos Xanthi FC                           | AE Larissa 1964                                   |                                    |
| 2007/08 | AEK Athene -> Olympiakos Piraeus                        | AEK Athene Aris Saloniki AE Larissa 1964 Panathinaikos Panionios                        | OFI Kreta                                         |                                    |
| 2008/09 | Olympiakos Piraeus -> Panathinaikos                     | Olympiakos Piraeus AEK Athene Aris Saloniki                                             | Panionios                                         |                                    |
| Seizoen | Champions League                                        | Europa League                                                                           |                                                   |                                    |
| 2009/10 | Olympiakos Piraeus Panathinaikos ->                     | Panathinaikos AEK Athene AE Larissa 1964 PAOK Saloniki                                  |                                                   |                                    |
| 2010/11 | Panathinaikos PAOK Saloniki ->                          | PAOK Saloniki AEK Athene Aris Saloniki Olympiakos Piraeus                               |                                                   |                                    |
| 2011/12 | Olympiakos Piraeus -> Panathinaikos ->                  | Olympiakos Piraeus Panathinaikos AEK Athene Ethnikos Olympiakos Volos PAOK Saloniki     |                                                   |                                    |
| 2012/13 | Olympiakos Piraeus -> Panathinaikos ->                  | Olympiakos Piraeus Panathinaikos Asteras Tripolis Atromitos PAOK Saloniki               |                                                   |                                    |
| 2013/14 | Olympiakos Piraeus PAOK Saloniki ->                     | PAOK Saloniki Asteras Tripolis Atromitos Xanthi FC                                      |                                                   |                                    |
| 2014/15 | Olympiakos Piraeus -> Panathinaikos ->                  | Olympiakos Piraeus Panathinaikos Asteras Tripolis Atromitos PAOK Saloniki               |                                                   |                                    |
| 2015/16 | Olympiakos Piraeus -> Panathinaikos ->                  | Olympiakos Piraeus Panathinaikos Asteras Tripolis Atromitos PAOK Saloniki               |                                                   |                                    |
| 2016/17 | Olympiakos Piraeus -> PAOK Saloniki ->                  | Olympiakos Piraeus PAOK Saloniki AEK Athene Panathinaikos PAS Giannina                  |                                                   |                                    |
| 2017/18 | AEK Athene -> Olympiakos Piraeus                        | AEK Athene Panathinaikos Panionios PAOK Saloniki                                        |                                                   |                                    |
| 2018/19 | AEK Athene PAOK Saloniki ->                             | PAOK Saloniki Asteras Tripolis Atromitos Olympiakos Piraeus                             |                                                   |                                    |
| 2019/20 | Olympiakos Piraeus -> PAOK Saloniki ->                  | Olympiakos Piraeus PAOK Saloniki AEK Athene Aris Saloniki Atromitos                     |                                                   |                                    |
| 2020/21 | Olympiakos Piraeus -> PAOK Saloniki ->                  | Olympiakos Piraeus PAOK Saloniki AEK Athene Aris Saloniki OFI Kreta                     |                                                   |                                    |
| Seizoen | Champions League                                        | Europa League                                                                           | Europa Conference League                          |                                    |
| 2021/22 | Olympiakos Piraeus                                      | 0                                                                                       | AEK Athene Aris Saloniki PAOK Saloniki            |                                    |

### Deelnames
Aantal seizoenen
| 57x Olympiakos Piraeus 50x Panathinaikos FC 45x AEK Athene 40x PAOK Saloniki 20x Aris Saloniki 12x Iraklis Saloniki 10x Panionios 08x OFI Kreta 07x Atromitos FC 07x AE Larissa 1964 (inclusief AE Larissa, 4x) 05x Asteras Tripolis | 04x Egaleo FC 04x Xanthi FC 02x Panachaiki Patras 01x Akratitos Ano Liosia 01x Apollon Smyrnis 01x Athinaikos 01x Ethnikos Olympiakos Volos FC 01x PAS Giannina 01x Ionikos Piraeus 01x Kalamata FC 01x AGS Kastoria |

## Vrouwen
NB Klikken op de clubnaam geeft een link naar het Wikipedia-artikel over het betreffende toernooi in het betreffende seizoen.
| Seizoen | Women's Cup       |
| ------- | ----------------- |
| 2001/02 | AO Kavala         |
| 2002/03 | PAOK Saloniki     |
| 2003/04 | AE Aegina         |
| 2004/05 | AE Aegina         |
| 2005/06 | AE Aegina         |
| 2006/07 | PAOK Saloniki     |
| 2007/08 | PAOK Saloniki     |
| 2008/09 | PAOK Saloniki     |
| Seizoen | Champions League  |
| 2009/10 | PAOK Saloniki     |
| 2010/11 | PAOK Saloniki     |
| 2011/12 | PAOK Saloniki     |
| 2012/13 | PAOK Saloniki     |
| 2013/14 | PAOK Saloniki     |
| 2014/15 | Amazones Dramas   |
| 2015/16 | PAOK Saloniki     |
| 2016/17 | PAOK Saloniki     |
| 2017/18 | PAOK Saloniki     |
| 2018/19 | Elpides Karditsas |
| 2019/20 | PAOK Saloniki     |
| 2020/21 | PAOK Saloniki     |
| 2021/22 | PAOK Saloniki     |

### Deelnames
15x PAOK Saloniki
03x AE Aegina
01x Amazones Dramas
01x AO Kavala
01x Elpides Karditsas
Albanië ·
Andorra ·
Armenië ·
Azerbeidzjan ·
België ·
Bosnië en Herzegovina ·
Bulgarije ·
Cyprus ·
Denemarken ·
Duitsland ·
Engeland ·
Estland ·
Faeröer ·
Finland ·
Frankrijk ·
Georgië ·
Gibraltar ·
Griekenland ·
Hongarije ·
Ierland ·
IJsland ·
Israël ·
Italië ·
Kazachstan ·
Kroatië ·
Kosovo ·
Letland ·
Liechtenstein ·
Litouwen ·
Luxemburg ·
Malta ·
Moldavië ·
Montenegro ·
Nederland ·
Noord-Ierland ·
Noord-Macedonië ·
Noorwegen ·
Oekraïne ·
Oostenrijk ·
Polen ·
Portugal ·
Roemenië ·
Rusland ·
San Marino ·
Schotland ·
Servië ·
Slovenië ·
Slowakije ·
Spanje ·
Tsjechië ·
Turkije ·
Wales ·
Wit-Rusland ·
Zweden ·
Zwitserland

Historie:
DDR ·
Joegoslavië ·
Saarland ·
Sovjet-Unie ·
Tsjecho-Slowakije